# Грунська волость
Грунська волость — історична адміністративно-територіальна одиниця Зіньківського повіту Полтавської губернії з центром у містечку Грунь.
Станом на 1885 рік складалася з 22 поселень, 4 сільських громад. Населення — 8940 осіб (4383 чоловічої статі та 4557 — жіночої), 1507 дворових господарств.
|                     | Площа, десятин | У тому числі орної, дес. |
| ------------------- | -------------- | ------------------------ |
| Сільських громад    | 8367           | 5773                     |
| Приватної власності | 8562           | 4641                     |
| Іншої власності     | 198            | 184                      |
| Загалом             | 17127          | 10598                    |

Основні поселення волості:
- Грунь — колишнє державне та власницьке містечко при річці Черкес за 22 версти від повітового міста, 4200 осіб, 796 дворових господарств, 4 православні церкви, училище, школа, 4 постоялих двори, шинок, 13 постоялих будинків, 3 лавки, 56 вітряних млинів, 2 маслобійних і 2 селітрових заводи, базари по суботах, 5 ярмарків на рік. За ½, 9 і 10 верст — селітрові заводи.
- Гнилиця — колишнє власницьке село, 654 особи, 110 дворових господарств, православна церква, 3 постоялих будинки, лавка, 2 вітряних млини, 3 селітрових, винокурний і пивоварний заводи.
- Шенгеріївка — колишнє державне та власницьке село при річці Черкес, 1150 осіб, 183 дворових господарства, православна церква, постоялий будинок, 7 вітряних млинів.

Старшинами волості були:
- 1900—1904 роках Галай[2],[3],[4];
- 1906-1907 роках Кулик[5],[6];
- 1913-1914 роках Косон Юхимович Пірятинець[7],[8];
- 1915-1916 роках Іван Якович Кулик[9],[10].